# كينيسبورغ (كولورادو)
كينيسبورغ (بالإنجليزية: Keenesburg, Colorado)‏ هي بلدة تقع في مقاطعة ويلد، كولورادو بولاية كولورادو في الولايات المتحدة. تبلغ مساحتها 1.5 (كم²)، وترتفع عن سطح البحر 1507 م، بلغ عدد سكانها 1127 نسمة في عام 2010 حسب إحصاء مكتب تعداد الولايات المتحدة وتصل الكثافة السكانية فيها 751.3 نسمة/كم2.

## أعلام
- كايل بيل

## وصلات خارجية
- Town website
- The US50 - Cities and Towns in Colorado State
- Colorado Cities and Towns, Facts, Map, Flag, Colleges, Government, and More